# Bộ Quy tắc Nürnberg
Bộ Quy tắc Nürnberg (Nürnberger Kodex) là các nguyên tắc đạo đức nghiên cứu cho việc thử nghiệm trên cơ thể người được đưa ra trong Phiên tòa Bác sĩ, một trong những phiên tòa Nürnberg tiếp theo được tổ chức sau Chiến tranh thế giới thứ hai.
Ban đầu là một phần của phán quyết trong Phiên tòa Bác sĩ, Bộ Quy tắc Nürnberg trở nên quan trọng đối với thử nghiệm trên cơ thể người. Trong một bài phê bình được viết nhân dịp kỷ niệm 50 năm phán quyết Phiên tòa Bác sĩ, bác sĩ Jay Katz viết rằng "nội hàm của bản án cho thấy [các tác giả] muốn Bộ Quy tắc Nürnberg được áp dụng mọi lúc mọi nơi cho việc thử nghiệm trên cơ thể người."

## Bối cảnh
Từ giữa thập niên 1920, các bác sĩ người Đức, thường là những người ủng hộ ưu sinh chủng tộc, bị dư luận và giới y khoa cáo buộc là thực hành y khoa trái đạo đức. Chính phủ Đức ủng hộ ưu sinh chủng tộc nhằm thúc đẩy chủng tộc Arya. Những người ủng hộ ưu sinh chủng tộc cực đoan lấy chủ nghĩa quốc xã làm cơ sở chủ trương sử dụng sinh học nhằm đạt được sự thuần khiết chủng tộc, một khái niệm cốt lõi trong chủ nghĩa quốc xã. Năm 1929, Liên đoàn Bác sĩ Quốc gia Xã hội chủ nghĩa được thành lập để "thanh lọc cộng đồng y khoa Đức khỏi 'chủ nghĩa Bolshevik Do Thái'." Tuy nhiên, ưu sinh chủng tộc vấp phải sự phản đối. Ví dụ: Alfons Stauder, thành viên Văn phòng Y tế Đức, và bác sĩ Fredrich von Muller, chủ tịch Viện Hàn lâm Đức, chỉ trích việc thử nghiệm ưu sinh chủng tộc là "đáng ngờ" và "không có tác dụng điều trị".

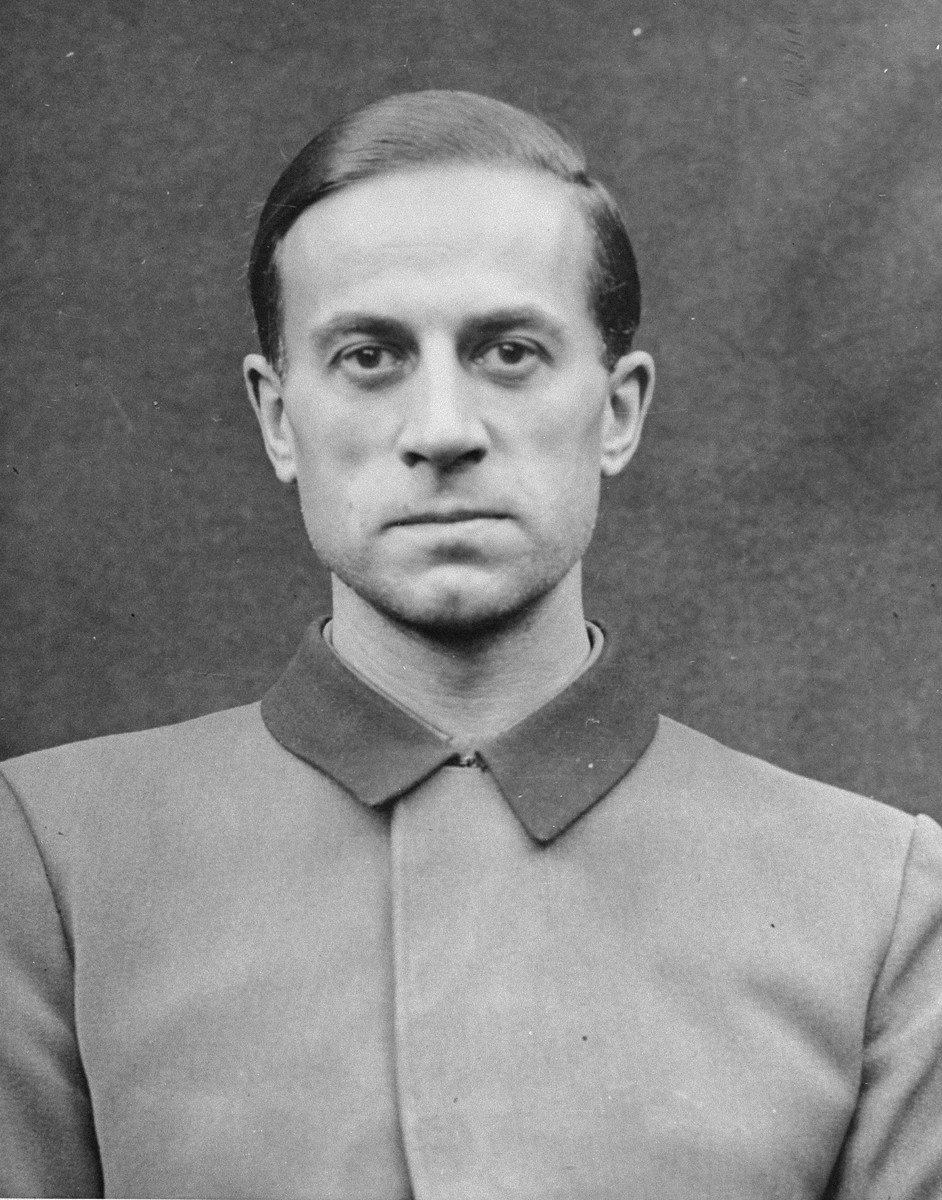
Karl Brandt, bị cáo chính trong Phiên tòa Bác sĩ tại tòa án quân sự Hoa Kỳ dẫn tới Bộ Quy tắc Nürnberg

Nhằm chấn chỉnh việc thử nghiệm trên cơ thể người, Cộng hòa Weimar ban hành "Hướng dẫn về liệu pháp mới và thử nghiệm trên cơ thể người", lấy nguyên tắc làm điều thiện và không gây hại làm cơ sở và nhấn mạnh sự đồng ý có hiểu biết. Hướng dẫn phân biệt giữa nghiên cứu điều trị và nghiên cứu không điều trị. Đối với nghiên cứu điều trị, chỉ được phép cho người bệnh dùng thuốc mà không có sự đồng ý trong trường hợp khẩn cấp, còn đối với nghiên cứu không điều trị, việc cho người bệnh dùng thuốc mà không có sự đồng ý bị nghiêm cấm. Tuy nhiên, hướng dẫn này bị Adolf Hitler bãi bỏ. Năm 1942, Đảng Quốc Xã có hơn 38.000 đảng viên là bác sĩ, những người giúp thực hiện các chương trình y tế theo thuyết ưu sinh như Luật Triệt sản.
Sau Chiến tranh thế giới thứ hai, Khối Đồng Minh tổ chức một loạt các phiên tòa xét xử các đảng viên Đảng Quốc xã về tội ác chiến tranh. Các phiên tòa được Tổng thống Hoa Kỳ Harry Truman chấp thuận vào ngày 2 tháng 5 năm 1945, do Hoa Kỳ, Anh và Liên Xô chủ trì. Ngày 20 tháng 11 năm 1945, Tòa án Nürnberg bắt đầu xét xử tại Nürnberg, Đức. Phiên tòa Bác sĩ do tòa án quân sự Hoa Kỳ tổ chức đưa ra xét xử các bác sĩ thực hiện các thủ thuật y học trái đạo đức trên cơ thể người, tập trung vào những bác sĩ tiến hành các thử nghiệm trên cơ thể người trong các trại tập trung và những bác sĩ chịu trách nhiệm triệt sản hơn 3,5 triệu người.
Một số bị cáo bào chữa rằng các thử nghiệm của họ không khác so với các thử nghiệm trước chiến tranh và không có luật nào quy định về việc thử nghiệm bất hợp pháp Tháng 4 năm 1947, Leo Alexander, cố vấn y học của bên công tố, đệ trình một bản ghi nhớ lên Công tố viên phụ trách tội ác chiến tranh Hoa Kỳ đặt ra sáu điểm định nghĩa nghiên cứu y học hợp pháp.
Một phiên bản đầu tiên của Bộ Quy tắc Nürnberg được soạn thảo vào ngày 9 tháng 8 năm 1947, nêu rõ việc thử nghiệm trên cơ thể người phải có sự đồng ý tự nguyện rõ ràng. Ngày 20 tháng 8 năm 1947, Karl Brandt và 22 bị cáo khác bị kết tội. Đáp lại các lập luận của cố vấn y học của bên công tố, phán quyết của tòa án sửa đổi sáu điểm ban đầu của Alexander thành mười điểm, được gọi là Bộ Quy tắc Nürnberg, bao gồm các nguyên tắc như sự đồng ý có thông tin và không bị ép buộc; thử nghiệm khoa học phải được thiết kế đúng cách; và sức khoẻ của người được thử nghiệm phải được ưu tiên. Bộ Quy tắc Nürnberg được cho là dựa trên Lời thề Hippocrates, vốn được hiểu là cho phép thử nghiệm y học trong khi bảo vệ người bệnh.

### Tranh chấp về tác giả
Tuy ban đầu bị bỏ qua nhưng Bộ Quy tắc Nürnberg trở nên quan trọng hơn nhiều 20 năm sau khi được công bố, gây ra nhiều tranh cãi về tác giả của Bộ Quy tắc. Một số người cho rằng Harold Sebring, một trong ba thẩm phán người Mỹ chủ trì Phiên tòa Bác sĩ, là tác giả. Bác sĩ Leo Alexander và Bác sĩ Andrew Ivy, hai chuyên gia y học hàng đầu của bên công tố, cũng được xác định là tác giả. Trong lá thư gửi cho Maurice Henry Pappworth, một bác sĩ người Anh và là tác giả của cuốn sách Human Guinea Pigs xuất bản năm 1967, Andrew Ivy tuyên bố mình là tác giả duy nhất của Bộ Quy tắc. Leo Alexander, khoảng 30 năm sau phiên tòa, cũng tuyên bố mình là tác giả duy nhất. Tuy nhiên, biên bản phiên tòa, các tài liệu hồ sơ và phán quyết cho thấy rằng Bộ Quy tắc không do một ai soạn thảo mà hình thành từ chính phiên tòa.

## Nội dung
Bộ Quy tắc Nürnberg gồm mười điểm được đưa ra trong phần "Thử nghiệm y học được phép" của phán quyết trong Phiên tòa Bác sĩ:

1. Tuyệt đối phải có sự đồng ý tự nguyện của người được thử nghiệm, nghĩa là người được thử nghiệm phải có năng lực hành vi pháp lý để đồng ý; phải trong tình trạng có thể thực hiện quyền tự do lựa chọn mà không có sự can thiệp của bất kỳ yếu tố vũ lực, gian lận, lừa dối, cưỡng bức, mưu mẹo nào hoặc các hình thức ràng buộc hoặc ép buộc thầm kín khác; và phải có đủ kiến thức và hiểu biết về các yếu tố của vấn đề liên quan để có thể đưa ra quyết định sáng suốt. Trước khi chấp nhận một quyết định đồng ý của người được thử nghiệm, người được thử nghiệm phải được biết về bản chất, thời gian và mục đích của thử nghiệm; phương pháp và phương tiện tiến hành thử nghiệm; tất cả những bất tiện và nguy hiểm có thể dự kiến được một cách hợp lý; và những ảnh hưởng sức khỏe có thể đến từ việc tham gia thử nghiệm. Nghĩa vụ và trách nhiệm xác định sự đồng ý thuộc về mỗi người khởi xướng, chỉ đạo hoặc tham gia thử nghiệm, là nghĩa vụ và trách nhiệm cá nhân không được phép ủy thác cho người khác mà không bị trừng phạt.
2. Thử nghiệm phải mang lại kết quả tốt đẹp vì lợi ích của xã hội không thể đạt được bằng các phương pháp hoặc phương tiện nghiên cứu khác và về bản chất không phải là ngẫu nhiên và không cần thiết.
3. Thử nghiệm phải được thiết kế dựa trên kết quả thử nghiệm trên động vật và kiến thức vạn vật học của bệnh hoặc vấn đề khác đang được nghiên cứu để đảm bảo rằng các kết quả dự kiến sẽ chứng minh hiệu quả của thử nghiệm.
4. Thử nghiệm phải được tiến hành sao cho giảm thiểu mọi đau khổ và chấn thương không cần thiết về thể chất và tinh thần.
5. Không được tiến hành thử nghiệm khi có lý do tiên nghiệm để tin rằng sẽ xảy ra thương vong; có lẽ ngoại trừ trong những thử nghiệm mà các bác sĩ tiến hành thử nghiệm cũng là người được thử nghiệm.
6. Mức độ rủi ro không bao giờ được vượt quá tầm quan trọng nhân đạo của vấn đề cần giải quyết bằng thử nghiệm.
7. Phải có sự chuẩn bị thích hợp và cơ sở vật chất đầy đủ để bảo vệ người được thử nghiệm khỏi nguy cơ chấn thương, tàn tật hoặc tử vong dù cho rất nhỏ.
8. Chỉ những người có trình độ khoa học được tiến hành thử nghiệm. Người tiến hành hoặc tham gia thử nghiệm phải có kỹ năng và sự cẩn thận cao nhất trong tất cả các giai đoạn thử nghiệm.
9. Trong quá trình thử nghiệm, người được thử nghiệm có quyền tự do kết thúc thử nghiệm nếu đã đạt đến trạng thái thể chất hoặc tinh thần không thể tiếp tục thử nghiệm được nữa.
10. Trong quá trình thử nghiệm, nhà khoa học phụ trách thử nghiệm phải sẵn sàng chấm dứt thử nghiệm ở bất kỳ giai đoạn nào nếu bằng thành tín, kỹ năng vượt trội và khả năng phán đoán cẩn thận, nhà khoa học có lý do chính đáng để tin rằng việc tiếp tục thử nghiệm có thể dẫn đến người được thử nghiêm bị chấn thương, tàn tật hoặc tử vong.

## Ý nghĩa
Bộ Quy tắc Nürnberg chưa được bất kỳ quốc gia hoặc hiệp hội nào chấp nhận là luật hoặc quy tắc đạo đức. Ban đầu, Bộ Quy tắc không được Hiệp hội Y học Hoa Kỳ ủng hộ vì yêu cầu nghĩa vụ Hippocrates đối với người bệnh và nhu cầu cung cấp thông tin. Katz nhận xét rằng thế giới phương Tây ban đầu cho rằng Bộ Quy tắc Nürnberg là "bộ quy tắc dành cho những kẻ man rợ nhưng không cần thiết (hoặc thừa thãi) đối với những bác sĩ bình thường". Ngoài ra, phán quyết không xác định việc Bộ Quy tắc có được áp dụng cho những trường hợp như tù nhân chính trị, tội phạm bị kết án và những người tự nguyện khỏe mạnh hay không. Sự thiếu rõ ràng, tính tàn bạo của các thử nghiệm y học trái đạo đức và ngôn ngữ cứng rắn của Bộ Quy tắc tạo ấn tượng rằng nó chỉ được áp dụng đối với những sai phạm nghiêm trọng.
Tuy nhiên, Bộ Quy tắc Nürnberg được coi là văn bản quan trọng nhất trong lịch sử đạo đức nghiên cứu, có ảnh hưởng to lớn đến nhân quyền toàn cầu. Năm 1991, Bộ Y tế và Dịch vụ nhân sinh Hoa Kỳ ban hành Quy tắc chung một phần dựa trên Bộ Quy tắc Nürnberg và Tuyên bố Helsinki, quy định hội đồng đạo đức có nhiệm vụ giám sát tất cả nghiên cứu liên quan đến con người. Điều 7 Công ước quốc tế về các quyền dân sự và chính trị cấm thử nghiệm y học hoặc khoa học trên cơ thể người nếu không có sự đồng ý có thông tin của người được thử nghiệm.
Trong bài phê bình năm 2014, Gaw nhận xét rằng Bộ Quy tắc Nürnberg "không chỉ đi vào pháp lý mà còn trở thành nguyên mẫu cho tất cả các bộ quy tắc đạo đức trong tương lai trên toàn cầu". Sự đồng ý có thông tin là cơ sở cho Nguyên tắc đạo đức quốc tế về nghiên cứu y sinh liên quan đến con người của Tổ chức Y tế Thế giới. Trong một bài phê bình hội thảo khác được Đại học Y học Viên công bố vào năm 2017, Hiệu trưởng Markus Muller viết trong phần giới thiệu rằng Bộ Quy tắc Nürnberg "là một trong những cột mốc quan trọng nhất trong lịch sử y học, là khuôn khổ thích hợp đầu tiên cho nghiên cứu trên cơ thể người. Cột mốc này không phải là một biện pháp phòng ngừa tự nguyện mà chỉ xuất hiện sau những hành động tàn bạo của Đức Quốc Xã. Bộ Quy tắc Nuremberg đã trở thành nền tảng của nghiên cứu lâm sàng và đạo đức sinh học."
Năm 1995, Tòa án quận Nam Ohio phán quyết rằng có thể áp dụng Bộ Quy tắc Nürnberg trong tố tụng hình sự và dân sự tại tòa án liên bang Hoa Kỳ.